# Санта-Лусия (Корриентес)
Санта-Лусия (исп. Santa Lucía) — город на северо-востоке Аргентины в провинции Корриентес. Административный центр департамента Лавалье.
Расположен на западе провинции Корриентес на западном берегу реки Санта-Лусия, притока реки Парана в 194 км к югу от столицы провинции города Корриентес,  в 803 км от Буэнос-Айреса и примерно в 20 км к северо-востоку от города Гойя.
Население в 2010 году составляло 11589 человек.

## История
Эта местность была известна как Таба-куэ (Старый город) на языке гуарани). Его первыми поселенцами были коренные жители, которые под руководством священников-францисканцев заложили христианскую церковь- сперва скромную глинобитную часовню, где поклонялись прекрасному образу Богородицы и мученицы Святой Люсии.
Датой основания считается 1615 год.
Альтернативные названия — Арройо Санта Лючия, Арройо Санта Люсия, Эстеро Санта Лючия, Арройо Бателито.